# Tomasz z Łaźnina
Tomasz z Łaźnina herbu Jelita – polski rycerz, protoplasta rodu Zamoyskich herbu Jelita.

## Biografia
Pochodził z Łaźnina (obecnie Łazin) w województwie łęczyckim. Swoje pochodzenie wywodził od legendarnego Floriana Szarego. W 1443 roku zakupił od Andrzeja Piwy z Opulska wsie Wierzba i Zamość, znajdujące się wtenczas w województwie ruskim.  

## Rodzina
Z żoną Małgorzatą miał dwóch synów Floriana i Macieja, którzy zaczęli używać nazwiska Zamoyski.